# Expérience des Petits Danois

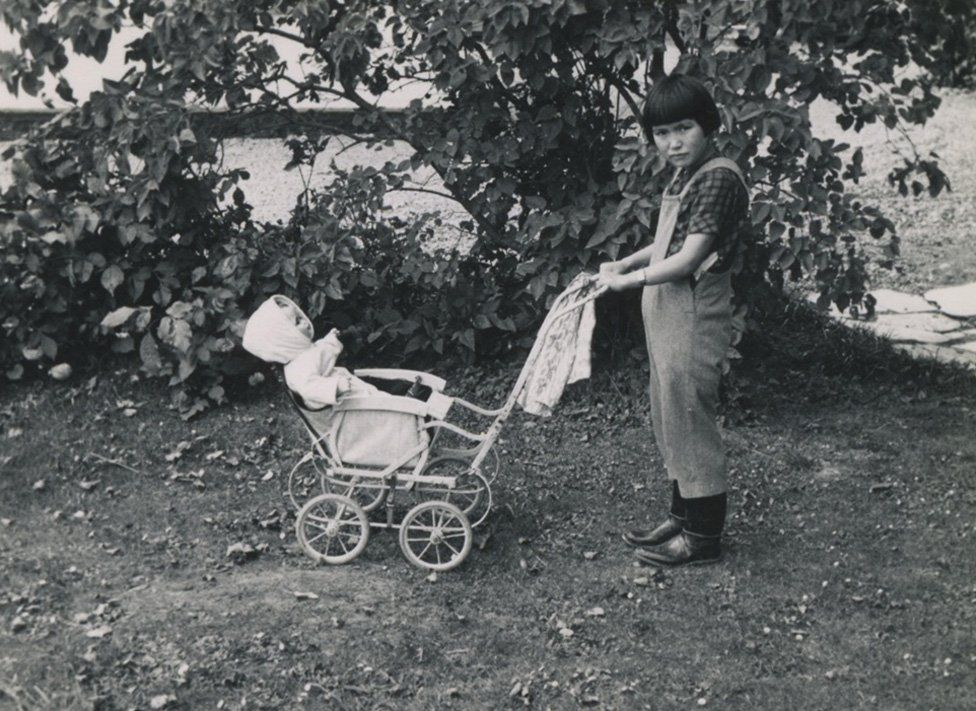
Hélène Thiesen à sa deuxième famille d'accueil au Danemark

L'expérience des petits Danois est une opération administrative danoise de 1951 au cours de laquelle 22 enfants inuits du Groenland (connus sous le nom d'« enfants expérimentaux » ; danois : eksperimentbørn) sont envoyés dans des familles d'accueil danoises pour tenter de les éduquer comme des « petits Danois ». 
Alors que les enfants sont tous censés être orphelins, la plupart ne le sont pas. Six enfants sont adoptés au Danemark et seize sont retournés au Groenland, pour ensuite être placés dans des orphelinats de langue danoise et ne plus jamais vivre avec leur famille. La moitié des enfants ont souffert de troubles de santé mentale et la moitié d’entre eux sont décédés à l’âge adulte. Le gouvernement danois présente ses excuses en 2020, après plusieurs années de demandes de la part des autorités groenlandaises. Leur histoire est à la base du film dramatique Eksperimentet (en).